# Heinrich Gustav Magnus
Heinrich Gustav Magnus (n. 2 mai 1802, Berlin, Regatul Prusiei – d. 4 aprilie 1870, Berlin, Confederația Germană de Nord) a fost un chimist și fizician german, cel mai bine cunoscut pentru explicarea efectului omonim.  A fost fratele mai mic al pictorului și portretistului Eduard Magnus (1799 - 1872).
Născut la Berlin în familia unui comerciant bogat, Heirich a fost unul dintre cei cinci fii ai acestuia.  După studii efectuate la Universitatea Berlin, a continuat să lucreze la Universitatea Stockholm cu renumitul chimist suedez Berzelius, pentru ca ulterior, fiind la Paris, să fie discipolul chimiștilor francezi Gay-Lussac și Thénard.  În 1831, Magnus s-a reîntors la Berlin ca lector de tehnologie și fizică la aceeași Universitate Humboldt unde studiase anterior.  Ulterior, în 1834, a devenit profesor asistent pentru aceleași subiecte, obținând în 1845 poziția de profesor plin.
În calitate de educator, Magnus a avut imediat un succes considerabil. Stilul său lucid, organizat, limpede și accesibil, precum și demonstrațiile sale experimentale clare au atras largi grupuri de dascăli și studenți entuziaști. Aceștia au participat nu numai la cursurile, seminariile și laboratoarele sale, dar și la cursurile de științe aplicate, pe care Heinrich Gustav Magnus le ținea în fabricile și laboratoarele orașului. De mare succes s-au bucurat și colocviile săptămânale ținute la casa sa, unde un grup restrâns de studenți dotați adresau atenției pedagogului cele mai curajoase și importante întrebări.
Între 1827 și 1833, Magnus s-a ocupat mai ales de cercetare în domeniul chimiei, descoperind prima combinație a clorului cu platina și amoniul, combinație cunoscută sub numele de sarea verde Magnus a cărei formulă este [Pt(NH3)4][PtCl4]), respectiv o serie de clase de acizi și sărurile acestora, așa cum sunt acizii etionici, acizii sulfovinici și acidul periodic.